# Janvier 1824

## Événements
- Début de la première guerre britannico-birmane à cause d'un différend sur la frontière indienne (fin en 1826).

- 4 janvier : Lord Byron débarque à Missolonghi avec des armes fournies par les comités philhellènes européens. Il meurt le 19 avril.

- 7 janvier : parution du South African Commercial Advertiser, premier journal non-gouvernemental de la Colonie du Cap. Les Britanniques introduisent la liberté de la presse. Des journaux en anglais (Commercial Advertiser, Grahamston Journal en décembre 1831) ou en afrikaans (Zuid Afrikaan, avril 1830) apparaissent et contribuent à passionner les débats entre Boers et Britanniques[1].

- 21 janvier : mort de Osei Bonsu. Début du règne de Osei Yaw, asantehene des Ashanti (fin en 1833).

- 22 janvier : le gouverneur Charles Mac Carthy est vaincu et tué avec six de ses officiers par les Achanti à la bataille d'Insamankou. Conflits entre les Britanniques et les Ashanti (fin en 1826).

## Naissances
- 15 janvier : Alphonsine Plessis, inspiratrice de La Dame aux camélias, d'Alexandre Dumas († 1847).
- 27 janvier : Josef Israëls, peintre néerlandais († 10 août 1911).

## Décès
- 19 janvier : Pietro Moscati (né en 1739), médecin et homme politique italien.
- 24 janvier : Ercole Consalvi, cardinal italien (° 8 juin 1757).
- 26 janvier : Théodore Géricault, peintre français (° 26 septembre 1791).
- 29 janvier : Jacques-Joseph Juge de Saint-Martin (né en 1743), agronome français.